# Eduardo Penido
Eduardo Henrique Gomes Penido (23 de janeiro de 1960) é um velejador brasileiro. Ele conquistou a medalha de ouro nos Jogos Olímpicos de Moscou, em 1980, na classe 470 ao lado de Marcos Soares.